# Joy (film)
Joy este un film biografic/dramă american din 2015 scris și regizat de David O. Russell, produs de Annapurna Pictures și distribuit de 20th Century Fox. În rolurile principale interpretează actorii Jennifer Lawrence, Robert De Niro, Bradley Cooper, Edgar Ramírez, Dascha Polanco.
Filmul este o ecranizare a vieții lui Joy Mangano (interpretată de Jennifer Lawrence, Globul de Aur și nominalizare la premiile Oscar pentru cea mai bună actriță), femeia care a revoluționat industria aparatelor de uz casnic, inventând Miracle Mop, adică... mopul cu stoarcere. Joy își crește singură copiii și, pasionată dintotdeauna de invenții, reușește să se îmbogățească de pe urma inventării Miracle Mop, care i-a adus independența financiară, după o viață întreagă de privațiuni. Robert de Niro este tatăl lui Joy, Virginia Madsen - mama ei, Diane Ladd - bunica sa, iar Isabella Rosselini - iubita tatălui său și finanțatoarea proiectului. În rolul Neil Walker apare Bradley Cooper.
Pelicula regizată de David O. Russell mai are și o nominalizare la Premiile Globurile de Aur pentru cel mai bun film.

## Distribuție
- Jennifer Lawrence - Joy Mangano, inventatoarea produsului "Miracle Mop"
- Isabella Crovetti-Cramp - tânăra Joy Mangano
- Robert De Niro - Rudy Mangano
- Bradley Cooper - Neil Walker
- Édgar Ramírez - Tony Miranne
- Diane Ladd - Mimi
- Virginia Madsen - Terri Mangano
- Dascha Polanco - Jackie
- Isabella Rossellini - Trudy
- Elisabeth Röhm - Peggy Mangano

## Premii și nominalizări
Premiile Oscar, ediția 88 (28 Februarie 2016)
- Nominalizare la categoria Premiul Oscar pentru cea mai bună actriță - pentru Jennifer Lawrence

Premiile Globul de Aur, ediția 73 (10 Ianuarie 2016)
- Premiul Globul de Aur pentru cea mai bună actriță (comedie/muzical) - pentru Jennifer Lawrence
- Nominalizare la categoria Globul de Aur pentru cel mai bun film (comedie/muzical)

## Producție
- David O. Russell - regizor
- Michele Ziegler - producător
- Megan Ellison - producător
- Matthew Budman - producător
- Joy Mangano - producător
- Jonathan Gordon - producător
- John Fox - producător
- Ethan Smith - producător
- David O. Russell - producător
- Annie Mumolo - producător
- Michael Wilkinson - costume
- Tom Cross - montaj
- Jay Cassidy - montaj
- Christopher Tellefsen - montaj
- West Dylan Thordson - coloană sonoră
- David Campbell - coloană sonoră
- David O. Russell - scenarist
- Annie Mumolo - scenarist
- Heather Loeffler - decoruri